# Duitsland op de Olympische Winterspelen 1936
Tijdens de Olympische Winterspelen van 1936, die in Garmisch-Partenkirchen werden gehouden, nam het gastland, Duitsland, voor de derde keer deel.

## Medailleoverzicht
| Sport       | Olympiër                | Discipline     | Medaille |
| ----------- | ----------------------- | -------------- | -------- |
| Alpineskiën | Franz Pfnür             | combinatie (m) | Goud     |
| Alpineskiën | Christl Cranz           | combinatie (v) | Goud     |
| Kunstrijden | Maxi Herber Ernst Baier | paarrijden     | Goud     |
| Alpineskiën | Gustav Lantschner       | combinatie (m) | Zilver   |
| Alpineskiën | Käthe Grasegger         | combinatie (v) | Zilver   |
| Kunstrijden | Ernst Baier             | mannen         | Zilver   |

## Deelnemers en resultaten

### Alpineskiën
| Olympiër          | Discipline     | Resultaat | Prestatie                                           |
| ----------------- | -------------- | --------- | --------------------------------------------------- |
| Franz Pfnür       | combinatie (m) | Goud      | 99,25 punten afdaling: 4.51,8 slalom: 1.12,1+1.14,5 |
| Gustav Lantschner | combinatie (m) | Zilver    | 96,26 punten afdaling: 4.58,2 slalom: 1.16,9+1.15,6 |
| Roman Wörndle     | combinatie (m) | 5e        | 91,16 punten afdaling: 5.01,2 slalom: 1.22,9+1.25,8 |
| Rudolf Cranz      | combinatie (m) | 6e        | 91,03 punten afdaling: 5.04,0 slalom: 1.32,9+1.14,6 |
| Christl Cranz     | combinatie (v) | Goud      | 97,06 punten afdaling: 5.23,4 slalom: 1.12,0+1.10,1 |
| Käthe Grasegger   | combinatie (v) | Zilver    | 95,26 punten afdaling: 5.11,0 slalom: 1.16,0+1.17,4 |
| Hady Pfeiffer     | combinatie (v) | 5e        | 91,85 punten afdaling: 5.21,6 slalom: 1.20,8+1.18,8 |
| Lisa Resch        | combinatie (v) | 6e        | 88,74 punten afdaling: 5.08,4 slalom: 1.37,5+1.22,9 |

### Bobsleeën
| Olympiër                                                     | Discipline                 | Resultaat | Prestatie                                       |
| ------------------------------------------------------------ | -------------------------- | --------- | ----------------------------------------------- |
| Hanns Kilian Hermann von Valta                               | 2-mansbob (m) Duitsland I  | 5e        | 5.42,01 (1.27,29 / 1.24,24 / 1.26,63 / 1.23,85) |
| Fritz Grau Albert Brehme                                     | 2-mansbob (m) Duitsland II | 6e        | 5.44,71 (1.30,66 / 1.23,33 / 1.26,94 / 1.23,78) |
| Hanns Kilian Sebastian Huber Fritz Schwarz Hermann von Valta | 4-mansbob (m) Duitsland I  | 7e        | 5.29,07 (1.20,73 / 1.23,05 / 1.24,09 / 1.21,20) |
| Walter Trott Fritz Vonhof Wolfgang Kummer Rudolf Werlieh     | 4-mansbob (m) Duitsland II | dnf       | opgave (dnf / — / — / —)                        |

### Kunstrijden
| Olympiër                | Discipline | Resultaat | Prestatie               |
| ----------------------- | ---------- | --------- | ----------------------- |
| Ernst Baier             | mannen     | Zilver    | pc. 24,0; 400,8 punten  |
| Günther Lorenz          | mannen     | 18e       | pc. 119,0; 343,5 punten |
| Viktoria Lindpaintner   | vrouwen    | 8e        | pc. 51,0; 381,4 punten  |
| Maxi Herber Ernst Baier | paarrijden | Goud      | pc. 11,0; 11,5 punten   |
| Eva Prawitz Otto Weiß   | paarrijden | 8e        | pc. 74,5; 9,5 punten    |

### Langlaufen
| Olympiër                                               | Discipline            | Resultaat | Prestatie                               |
| ------------------------------------------------------ | --------------------- | --------- | --------------------------------------- |
| Walter Motz                                            | 18 km (m)             | 18e       | 1:21.20                                 |
| Georg von Kaufmann                                     | 18 km (m)             | 20e       | 1:22.39                                 |
| Toni Zeller                                            | 18 km (m)             | 27e       | 1:24.32                                 |
| Friedl Däuber                                          | 18 km (m)             | 29e       | 1:24.57                                 |
| Matthias Wörndle                                       | 50 km (m)             | 24e       | 4:03.33                                 |
| Fritz Gaiser                                           | 50 km (m)             | 25e       | 4:05.44                                 |
| Josef Ponn                                             | 50 km (m)             | 30e       | 4:13.12                                 |
| Erich Marx                                             | 50 km (m)             | 32e       | 4:25.48                                 |
| Friedl Däuber Willy Bogner Herbert Leupold Toni Zeller | 4x10 km estafette (m) | 6e        | 2:54.54 (49.22 / 41.29 / 41.37 / 42.26) |

### Noordse combinatie
| Olympiër        | Discipline | Resultaat | Prestatie                                                       |
| --------------- | ---------- | --------- | --------------------------------------------------------------- |
| Willy Bogner    | mannen     | 12e       | 381,5 punten 18 km: 191,2 (1:24.11) schans: 190,3 (45,0+49,0 m) |
| Josef Gumpold   | mannen     | 13e       | 380,7 punten 18 km: 190,4 (1:24.19) schans: 190,3 (45,0+46,0 m) |
| Friedl Wagner   | mannen     | 18e       | 371,9 punten 18 km: 189,2 (1:24.33) schans: 182,7 (40,0+46,0 m) |
| Anton Eisgruber | mannen     | 23e       | 364,9 punten 18 km: 152,8 (1:31.38) schans: 212,1 (51,5+49,0 m) |

### Schaatsen
| Olympiër       | Discipline   | Resultaat | Prestatie |
| -------------- | ------------ | --------- | --------- |
| Heinz Sames    | 500 m (m)    | 28e       | 47,0      |
| Heinz Sames    | 1500 m (m)   | 27e       | 2.29,3    |
| Heinz Sames    | 5000 m (m)   | 13e       | 8.48,5    |
| Heinz Sames    | 10.000 m (m) | 15e       | 18.04,3   |
| Willy Sandtner | 500 m (m)    | 19e       | 46,2      |
| Willy Sandtner | 1500 m (m)   | 16e       | 2.25,3    |
| Willy Sandtner | 5000 m (m)   | dnf       | opgave    |
| Willy Sandtner | 10.000 m (m) | 12e       | 18.02,0   |

### Schansspringen
| Olympiër         | Discipline | Resultaat | Prestatie                  |
| ---------------- | ---------- | --------- | -------------------------- |
| Hans Marr        | mannen     | 10e       | 214,2 punten (71,5+69,0 m) |
| Kurt Körner      | mannen     | 12e       | 209,3 punten (70,0+71,5 m) |
| Franz Haslberger | mannen     | 17e       | 204,6 punten (64,0+67,0 m) |
| Paul Kraus       | mannen     | 18e       | 204,4 punten (62,5+62,5 m) |

### IJshockey
| Olympiër | Discipline | Resultaat | Prestatie |
| --- | ---------- | --------- | --- |
| Wilhelm Egginger Joachim Albrecht von Bethmann-Hollweg Gustav Jaenecke Philip Schenk Rudi Ball Karl Kögel Anton Wiedemann Herbert Schibukat Alois Kuhn Werner George Georg Strobl Paul Trautman | mannen     | 5e        | voorronde: 0 - 1 Duitsland - Verenigde Staten 3 - 0 Duitsland - Italië 2 - 0 Duitsland - Zwitserland halve finaleronde: 2 - 1 Duitsland - Hongarije 1 - 1 Duitsland - Groot-Brittannië 2 - 6 Duitsland - Canada |

Australië · België · Bulgarije · Canada · Duitsland · Estland · Finland · Frankrijk · Griekenland · Groot-Brittannië · Hongarije · Italië · Japan · Joegoslavië · Letland · Liechtenstein · Luxemburg · Nederland · Noorwegen · Oostenrijk · Polen · Roemenië · Spanje · Tsjecho-Slowakije · Turkije · Verenigde Staten · Zweden · Zwitserland